# もりとまりな
もりと まりな（もりと まりな、1989年8月8日 - ）は）は、日本の黒ギャル系AV女優。

## プロフィール
- 身長：163cm
- スリーサイズ：B-95cm、W-61cm、H-88cm
- 趣味・特技：バスケットボール

## 出演作品

### アダルトビデオ
2009年
- 女子大生狩り 4（2009-12-19 クリスタル映像）

2010年
- VANILLA 16 小麦ちゃんのお尻（2010-01-01 プレステージ）
- kira☆kira BLACK GAL 渋谷で噂の泥酔ギャル ～酔いつぶれた黒いG-cup～（2010-01-19 kira☆kira）
- WATER POLE 85（2010-02-10 プレステージ）
- ザ・ギャルナン 30（2010-02-18 グローリークエスト）
- kira☆kira SPECIAL BLACK GAL SPECIAL ～泥酔GAL中出し壮絶大乱交～（2010-03-19 kira☆kira）
- なまゲッChuで、ぎゃるゲッChu。 5（2010-04-01 プレステージ）
- 本物ラウンドガール 有明編（2010-04-03 クリスタル映像）
- Vampire Lemonade Di3 LIMITED EDITION 005（2010-04-25 デジタルアーク）
- The gal's NIGHT 8 裏ブチアゲPARTY（2010-05-06 グローリークエスト）
- 気弱な僕はAVを見たがるクラスの女子が家に無理矢理来ても断れない…。しかもAVを見てHな気持ちになった女子が、僕の股間を触ってきても何も言えない。そう僕は彼氏ではなく、その場でヤラれるだけの男子。（2010-05-13 Hunter）
- 黒ギャル尻コキ（2010-05-21 虎堂）
- BROWNIE Di3 LIMITED EDITION 001（2010-05-25 デジタルアーク）
- 黒ギャルナース Vol.2（2010-06-04 虎堂）
- パニック寸前！！突然急停止したエレベーターの密室でギャル5人に無理矢理抜かれちゃいました！！（2010-06-10 GARCON）
- 中出し黒ギャル女子校生（2010-06-11 TMA）
- hot chocolate 34（2010-06-24 デジタルアーク）
- ローリングフェラチオMASTER Vol.4（2010-06-19 kira☆kira）
- ウブな女子店員にドッキリ企画 ハレンチ試着室 10（2010-06-24 アイエナジー）
- BANQUISH 49 MARINA（2010-08-24 プレステージ）
- 素人コギャルHEAVEN 4時間 NEO 17（おかず。）
- GARCONファン感謝祭 可愛さ最強ギャル軍団と行く！！ギラツキMAX童貞クン限定温泉バスツアー！！！（2010-10-07 GARCON）